# 몬 힝가
몬 힝가(버마어: မုန့်ဟင်းခါး)는 미얀마의 국수 요리이다. 쌀국수인 몬 팟을 넣은 몬의 일종으로, 메기 등 민물생선로 만든 걸쭉한 국물에 국수를 말아 낸다. 미얀마의 국민 음식 가운데 하나이기도 하다.

## 이름
버마어 "몬(မုန့်)"은 쌀가루나 밀가루 등으로 만든 먹거리·주전부리를 일컫는 말이다. "힝가(ဟင်းခါး)"는 마늘과 후추 등을 넣어 끓인 국물을 일컫는 말이다.

## 만들기
메기 등 민물생선을 레몬그래스, 마늘 등과 끓여 생선 육수를 만든다. 양념은 강황가루, 소금, 응안 뱌 예(어장) 등으로 한다. 생선이 익으면 꺼내서 뼈를 바르고 살을 잘게 찢는다. 레몬그래스, 마늘, 생강 등 향신채를 잘게 썰어 절구에 빻은 것을 기름에 볶다가, 생선살과 강황가루, 파프리카가루, 후춧가루를 함께 넣어 볶는다. 볶은 생선살을 육수에 넣고, 증점제로 삶아서 믹서에 간 병아리콩 짜개와 쌀을 볶아서 곱게 간 가루를 넣어 섞어 국물을 걸쭉하게 만든다. 껍질 깐 셜롯과 삶은 달걀을 넣고, 국물에 삶은 몬 팟(얇은 쌀국수)을 말아 낸다. 고명으로는 병아리콩 튀김과 고수, 고추 플레이크 등을 얹어 내며, 흔히 라임 즙을 뿌려 먹는다.

## 같이 보기
- 몬 디